# Nora Tschirner

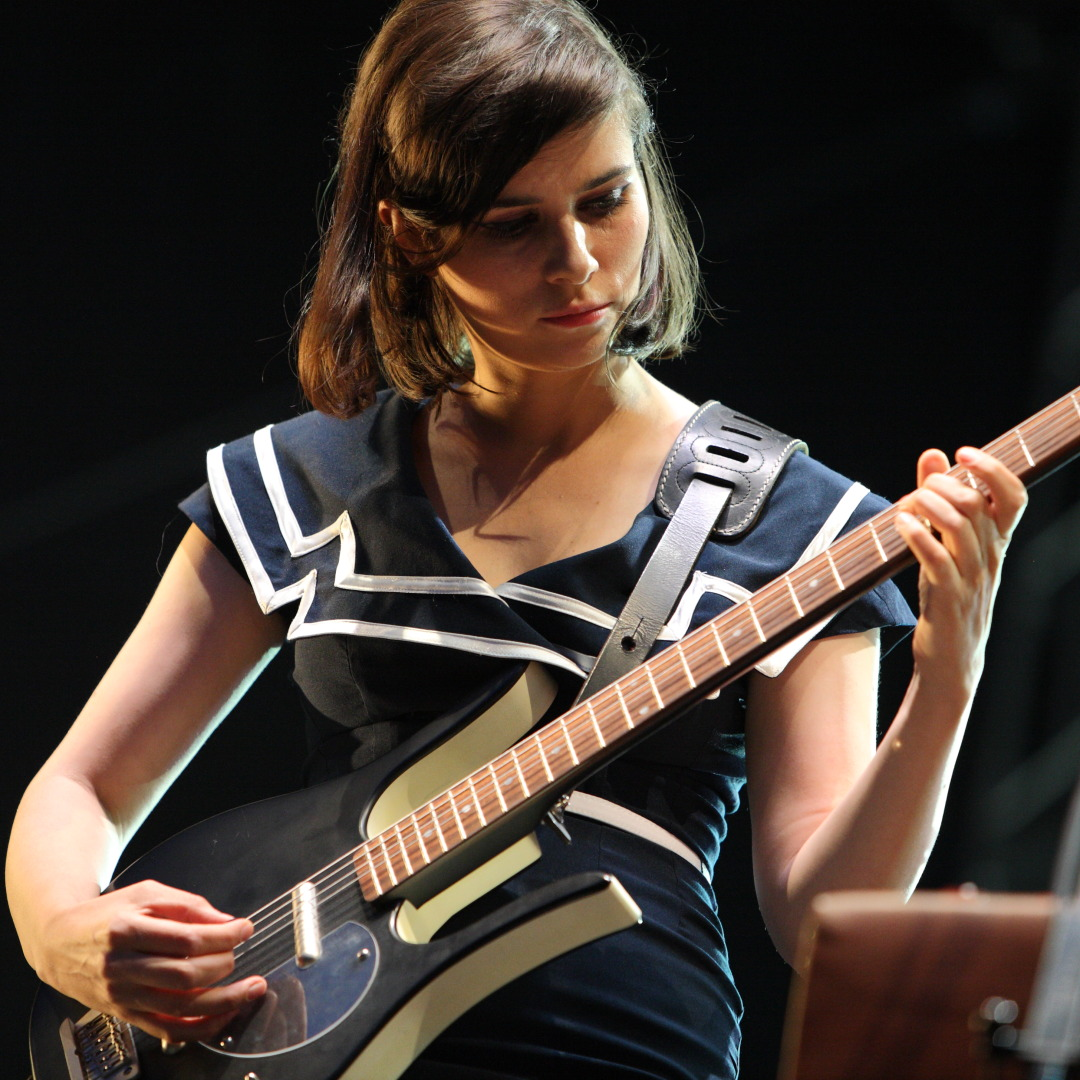
Nora Tschirner

Nora Marie Tschirner (n. 12 iunie 1981, Berlinul de Est) este o actriță și moderatoare germană.

## Date biografice
Tatăl Norei, este regizorul Joachim Tschirner, iar mama ei jurnalistă. Ea a copilărit împreună cu cei doi frați ai ei mai în vârstă, în cartierul Pankow din Berlinul de Est. După școala elementară a urmat cursurile Gimnaziului "Rosa Luxemburg", unde a luat în anul 2000 bacalaureatul. Cursurile de dramaturgie le-a urmat în Mühlhausen/Thüringen și Magdeburg. Primul ei rol îl joacă în "Achterbahn", un serial TV pentru copii. Din anul 2001 a început să profeseze ca moderatore la postul muzical TV "MTV Germany".

## Filmografie

### Televiziune
- 2002: Sternenfänger (Serie) – Paula Behringer
- 2004: Sicherheitsstufe 1, Ein starkes Team
- 2004: Ulmens Auftrag
- 2005: Nichts geht mehr (13th Street Shocking Short)
- 2006: Die ProSieben Märchenstunde, Hans im Glück als Azubi-Hexe „Rabea”
- 2007: Ijon Tichy: Raumpilot (6-tlg. Sci-fi Serie)
- 2007: Das letzte Stück Himmel
- 2009: Sesamstraße (Folge 2472)
- 2010–: Doctor's Diary (ab Staffel 3)

### Filme cinematografice
- 2001: Wie Feuer und Flamme – Anya
- 2003: Soloalbum – Katharina
- 2005: Kebab Connection – Titzi
- 2006: FC Venus – Elf Paare müsst ihr sein
- 2006: Asterix und die Wikinger (Synchronisation von „Abba“)
- 2006: Das Konklave
- 2007: Alice im Niemandsland
- 2007: Keinohrhasen
- 2008: La noche que dejó de llover
- 2009: Mord ist mein Geschäft, Liebling
- 2009: Vorstadtkrokodile
- 2009: Wickie und die starken Männer
- 2009: Zweiohrküken
- 2010: Vorstadtkrokodile 2
- 2010: Hier kommt Lola!
- 2010: Nullpunkt
- 2010: Bon Appétit